# Real Zaragoza 1986-1987
Questa voce raccoglie le informazioni riguardanti il Real Zaragoza nelle competizioni ufficiali della stagione 1986-1987

## Stagione
Il campionato spagnolo del 1986-1987 prevedeva, per la prima volta, una serie di play-off alla fine della stagione regolare, per determinare le squadre classificate alle competizioni europee.
Il Real Zaragoza chiuse la stagione regolare al sesto posto, e arrivò tramite i play-off alla quinta posizione. Tuttavia l'accesso alla Coppa Uefa fu ottenuto dallo Sporting Gijón, avanti in classifica di un punto rispetto agli aragonesi (rispettivamente 45 e 44 punti).
In Coppa di Spagna, il Real Zaragoza fu eliminato agli ottavi di finale, dal Maiorca. In Coppa delle Coppe, gli spagnoli furono eliminati in semifinale, dai futuri campioni dell'Ajax, dopo aver eliminato gli italiani della Roma, i gallesi del Wrexham e i bulgari del Vitosha Sofia.

## Rosa
| N. |                   | Ruolo | Calciatore                        |
| -- | ----------------- | ----- | --------------------------------- |
|    | Spagna (bandiera) | P     | Andoni Cedrún                     |
|    | Spagna (bandiera) | P     | Manuel Ruiz Pérez                 |
|    | Spagna (bandiera) | P     | Eugenio Vitaller                  |
|    | Spagna (bandiera) | D     | Casuco                            |
|    | Spagna (bandiera) | D     | Alfonso Fraile                    |
|    | Spagna (bandiera) | D     | Rafael García Cortés              |
|    | Spagna (bandiera) | D     | Narcís Julià                      |
|    | Spagna (bandiera) | D     | Tomás Blesa                       |
|    | Spagna (bandiera) | D     | Francisco Javier Pérez Villarroya |
|    | Spagna (bandiera) | D     | Manuel Abad                       |
|    | Spagna (bandiera) | D     | Jesús Tejero                      |
|    | Spagna (bandiera) | C     | Juan Antonio Señor                |

| N. |                    | Ruolo | Calciatore                |
| -- | ------------------ | ----- | ------------------------- |
|    | Spagna (bandiera)  | C     | Francisco Güerri          |
|    | Spagna (bandiera)  | C     | José Manuel Mejías        |
|    | Spagna (bandiera)  | C     | Juan Carlos Justes Albiol |
|    | Spagna (bandiera)  | C     | Pedro Herrera             |
|    | Spagna (bandiera)  | C     | Pascual Sanz              |
|    | Spagna (bandiera)  | C     | José Antonio Casajús      |
|    | Spagna (bandiera)  | C     | Miguel Mesquida           |
|    | Cile (bandiera)    | A     | Patricio Yáñez            |
|    | Uruguay (bandiera) | A     | Rubén Sosa                |
|    | Spagna (bandiera)  | A     | Francisco Pineda          |
|    | Spagna (bandiera)  | A     | Mariano Ayneto            |
|    | Spagna (bandiera)  | A     | Roberto Elvira            |